# محمد زين الدين
محمد زين الدين هو صحفي ومصور وسيناريست ومخرج أفلام مغربي من مواليد 1 يناير 1957 بمدينة وادي زم  في المغرب. 

## مسيرته
في عام 1983، غادر إلى فرنسا وانضم إلى جامعة شاتو دي نيس من أجل دراسة علم الحاسوب لمدة سنة. ثم ذهب إلى مدينة بولونيا في إيطاليا، من أجل دراسة السينما في قسم الفنون والموسيقى والترفيه بجامعة بولونيا.
في ديسمبر 2018، قدّم فيلمه الروائي الطويل الجديد «مباركة» خلال المهرجان الدولي للفيلم بمراكش.

## أعماله
- 2003: يقظة
- 2008: واش عقلتي على عادل؟[6]
- 2013: غضب
- 2018: مباركة

## وصلات خارجية
- محمد زين الدين على موقع أرشيف الشارخ.
- محمد زين الدين على موقع IMDb (الإنجليزية)